# Risiocnemis nigra
Risiocnemis nigra är en trollsländeart som beskrevs av Gassman och Hämäläinen 2002. Risiocnemis nigra ingår i släktet Risiocnemis och familjen flodflicksländor. Inga underarter finns listade i Catalogue of Life.